# ریس پالک
ریس پالک (انگلیسی: Rhys Pollock؛ زادهٔ ۱۴ مارس ۱۹۸۰) دوچرخه‌سوار اهل استرالیا است.
وی در تیم‌هایی همچون تیم دوچرخه‌سواری دراپاک عضو بوده است.